# Industrialització
La industrialització representa els processos de mecanització i automatització, contínua i a gran escala de matèries primeres en productes o mercaderies directament utilitzables, que poden ser béns d'equip, béns intermedis, béns de consum. Les tècniques i nous processos tecnològics s'impulsen a través dels canvis que provenen dels nous coneixements.
La innovació tècnica que va suposar la màquina de vapor va impulsar la Revolució Industrial que abasta des del final del segle XVIII fins a les primeres dècades del segle XIX. El vapor va començar a substituir la força del vent, de l'aigua i dels animals, per impulsar màquines industrials. Es va disparar el creixement productiu i demogràfic i els canvis en les formes de vida.

## El procés de la industrialització
El sector secundari no té una dependència tan directa de la natura com el sector primari, i en produir mercaderies físiques suposa una diferència respecte al sector terciari o de serveis. La capitalització de l'activitat indústria ha suposat la conversió dels processos de producció en processos econòmics subjectes a la dinàmica de l'acumulació de capital, amb totes les seves conseqüències. El procés d'industrialització precisa una combinació de matèries primeres, recursos energètics i mitjans de producció, a més de la força de treball. El desenvolupament tecnològic va fer variar les característiques de les primeres matèries, i també es van produir canvis en l'organització dels processos de la força de treball, una progressiva adaptació en la producció, formes de consum, d'acord amb un procés d'acumulació i creixement econòmic.
La Revolució Industrial marca l'inici del capitalisme industrial que va suposar la transformació en l'organització de la societat, el canvi d'una economia agrària i artesanal a una dominada per la indústria i la fabricació de maquinària. Es tracta d'un procés històric amb un encaix diferent i progressiu en els diferents països. La Revolució industrial britànica se sol acotar en el període comprès entre 1760 i 1830, suposà l'adaptació de noves tecnologies i fonts d'energia que desembocaren en una nova organització de les formes de producció industrial. D'aquesta forma es pot singularitzar com un dels desenvolupaments clau la filadora mecànica (Spinning Jenny) en la industrialització del sector tèxtil, com ho va ser el carbó de coc pels processos de fusió i elaboració de ferro colat en el sector siderúrgic. Aquests avenços van suposar un increment de productivitat i creixement econòmic. A més dels canvis tecnològics i econòmics que caracteritzen la industrialització, també hi ha factors que hi varen influir com el creixement demogràfic accelerat, les migracions internes del camp a les indústries
de les grans ciutats, amb el protagonisme creixent polític de la burgesia i del proletariat obrer, a més de la progressiva universalització de l'alfabetització, millores en l'ensenyament i el desenvolupament de noves disciplines científiques.
Els factors econòmics que van incentivar la Revolució industrial a Gran Bretanya es poden identificar en la ràtio combinació de salaris elevats amb energia barata disponible, en forma de carbó. Per tant, van fomentar la substitució del factor treball, més car, pel més barat com l'energia i capital per invertir en innovacions tecnològiques adreçades a l'estalvi de la mà d'obra. A partir de mitjan segle XVII, a ciutats de la Gran Bretanya, el preu del factor treball respecte al factor capital va augmentar respecte a altres capitals continentals, com podien ser Estrasburg o Viena, on hi havia estabilitat en la relació laboral i capital. A la Gran Bretanya l'explotació del carbó mineral a principis del segle XVIII ja cobria la meitat de la despesa energètica del país. En els antecedents hi trobem, doncs, a més de la influència dels costos laborals respecte a les fonts d'energia barata, una agricultura desenvolupada i un entorn de capitals disponibles per la inversió i noves idees i coneixements de mecànica hidràulica i metal·lúrgia. El desenvolupament de la industrialització està directament vinculat a la progressiva mecanització de les tasques artesanals, amb noves formes d'energia, diferents de l'animal, millores en les tècniques de producció, increment de les primeres matèries, concentració de la mà d'obra, així com l'ampliació dels mercats i millores en els mitjans de transport.
Amb el declivi feudal, l'extinció de la servitud i les relacions de propietat associades, els productors i nous propietaris començaren a propiciar noves formes econòmiques. Els canvis en l'explotació agrícola van ser significatius, els canvis en el règim de propietat, amb les disposicions legals angleses de les actes de tancament (enclosure acts) que van suposar el pas de les terres comunals a l'explotació individual, van afavorir l'acumulació de capital i la formació de nous grups de persones que dependrien d'un salari per subsistir. Els enclosure ja existien el segle XIII, però a partir del segle XVII hi ha una nova fase de desenvolupament. Els que hi havia tenien un abast geogràfic i de superfície limitada, es consensuaven amb la forma enclosure by agreement, acords parcials i restringits habitualment a una part de la parròquia. Va ser a partir del segle XVII que el Parlament va promoure el tancament amb les enclosure acts que abasten la parròquia completa, terres comunals incloses. Segons Marx, la mateixa llei es va convertir en un vehicle per desposseir de la terra al poble. i “un cas prou clar de robatori de classe”, en paraules d'Edward Thompson. L'enclosure by agreement es va abandonar progressivament, les noves lleis de tancament resultaven més ràpides i fiables, assegurant el repartiment comunal entre propietaris locals. La majoria dels tancaments es va concentrar en els segles XVII i XVIII.

### Concepte de fàbrica
Amb la Revolució Industrial, l'especialització, de forma destacada en el sector cotoner, es va materialitzar un canvi en el sistema organitzatiu de la producció, la manufactura es va traslladar progressivament dels domicilis particulars i petits tallers cap a la fàbrica, amb l'aparició de la producció en massa. En el sistema de taller (Putting-out system) l'empresari aportava bàsicament matèries primeres com la llana als treballadors rurals que manufacturaven diferents bens als seus domicilis de forma discontínua. Donava flexibilitat a l'empresari en cas de fluctuació de demanda i era un complement de salari pels camperols. Com a inconvenient hi havia les dificultats per satisfer increments de demanda, com va passar a Anglaterra el segle XVIII, i s'havia de recórrer a nous treballadors rurals que podien no disposar dels coneixements adequats inicialment, o trobar-se a distàncies que incrementaven el cost de transport en zones on les comunicacions no eren tampoc les adients. Per això, el pas a la fàbrica permetia a l'empresari guanys en eficiència en la producció, per l'especialització dels treballadors, sotmesos a més control, introducció de noves màquines impulsades pel vapor o energia hidràulica i aprofitament de les economies d'escala. Com a inconvenient, en aquest cas, hi havia l'exigència d'una forta inversió en capital fix, ja que calia construir la fàbrica, adquirir la maquinària i pagament de salaris en comptes de pagar per peça com en els tallers dispersos. Aspectes tecnològics d'eficiència tècnica, així com la visió organitzativa, que permet el control i la supervisió directa de la producció, són dos enfocaments bàsics que segons els autors justificarien la proliferació de les fàbriques com sistema de producció.

## La industrialització a Catalunya
Durant el segle XIX es va produir a molts països d’Europa una etapa de canvis profunds en la seva estructura econòmica, amb el pas de societats eminentment agràries a societats industrials. A Catalunya, es va experimentar un procés d'industrialització limitat, amb el sector tèxtil i el ferrocarril com a motors. Va ser el 1832 a la fàbrica El Vapor de la societat Bonaplata, Vilaregut, Rull, Borrell i Cia al Raval de Barcelona on es va instal·lar la primera màquina de vapor de Catalunya per aplicar als processos productius. Catalunya s'industrialitzà segons el model britànic i va adoptar el carbó com a combustible i la màquina de vapor com a convertidor energètic. Per això les primeres fàbriques van rebre el nom de vapors, dedicades bàsicament a la producció de filats i teixits de cotó. Com que Catalunya no disposava de grans mines de ferro i carbó no es va desenvolupar una indústria siderúrgica com en altres països industrials i es va centrar en la indústria de béns de consum.
En el procés industrialitzador intervenen diferents components, com són la tecnologia, capital, les matèries primeres, la mà d'obra, les fonts d'energia, localització, les diferents combinacions dels quals fan que hi pugui haver diferents desenvolupaments segons les zones i localitats. Per tant, els ritmes d'implantació de la industrialització difereixen, fins i tot en una mateixa activitat com podia ser l'activitat cotonera.
Al voltant de 1760 els telers llaners estaven majoritàriament situats en les comarques actuals de l'Anoia, Baix Llobregat, Vallès Occidental i Oriental, Bages, Osona, Berguedà, Garrotxa i Ripollès. El 1860 Sabadell i Terrassa concentraven ja el 72 % dels telers llaners manuals de Catalunya. El procés d'industrialització limitat a una reduïda porció del Vallès hi va contribuir l'especialització i l'augment de demanda. A Sabadell, en concret, la indústria cotonera es desenvolupà a partir de la manufactura llanera, i conjuntament amb Terrassa serien capdavanteres del sector tèxtil al segle XIX el sector. A l'estímul de l'ampliació de demanda interna i externa es va generar una indústria orientada a la producció massiva de manufactures barates, com en el cas del cotó, i d'indústries de béns de qualitat, amb una concentració en infraestructures, indústries auxiliars, capital humà i coneixements dels mercats. El lideratge cotoner, que suposava una transformació del patró de consum de fibres tradicionals, atreia capitals i força de treball, de vegades en conflictes amb les indústries tradicionals. Pel que fa a la dotació de recursos naturals i els recursos hidràulics eren menors que d'altres com els de la vora del Llobregat i del Ter. D'altra banda, en el cas d'una població costanera com Vilanova i la Geltrú es va donar una gran rapidesa de la industrialització, quan no tenia precedents en l'activitat tèxtil, car de 1839 a 1855 s'hi van alçar cinc fàbriques cotoneres amb màquina de vapor, dedicades a filatura, tissatge i estampació i una exclusivament a la filatura. El capital que les va impulsar en aquest cas era en gran part d'indians o familiars d'indians.

### Colònies industrials
Les colònies industrials van néixer a Anglaterra al final del segle XVIII, es caracteritzaven per l'aïllament rural i l'aprofitament dels recursos fluvials, amb tots els serveis com habitatges, botigues, escola i església, entre d'altres. Les primeres colònies industrials estaven relacionades amb la mineria i la indústria tèxtil. Hi va haver comunitats modèliques com la de New Lanark (Escòcia) considerada un exemple de socialisme utòpic, amb Robert Owen. Va ser durant el segle XIX, quan la revolució industrial va impulsar l'ús del carbó i la màquina de vapor es va aplicar a la indústria com a força motora i també en el transport, amb la locomotora i el ferrocarril. La dependència de les importacions de carbó, amb els alts costos del model energètic del vapor van empènyer als projectes d'explotació de les conques mineres de l'alt Llobregat i l'alt Ter, amb construcció de ferrocarrils que transportessin el carbó. La manca de carbó va propiciar l'interès empresarial per l'energia hidràulica a partir del 1870, amb el perfeccionament de la turbina, que permetia un aprofitament eficient dels cabals fluvials respecte a les anteriors rodes hidràuliques. Això va comportar l'augment dels aprofitaments hidràulics al costat de les conques del Llobregat i el Ter, donant lloc a les colònies industrials catalanes, un fenomen social i econòmic singular.